# Orla Baszta
Orla Baszta (słow. Orlia bašta, niem. Adlerbastei, węg. Sas-orom) – położony na wysokości 2175 m szczyt w długiej wschodniej grani Świnicy w polskich Tatrach Wysokich. W grani tej Orla Baszta znajduje się pomiędzy Orlą Przełączką Niżnią (ok. 2150 m) a Buczynowym Karbem, za którym znajdują się Buczynowe Turnie.

## Opis szczytu
Orla Baszta ma charakterystyczny, łatwo rozpoznawalny kształt. Na południową stronę jej ściany opadają do Dolinki Buczynowej, na północną do Pańszczycy.
Szczyt nazwany tak został przez poetę Franciszka Henryka Nowickiego ok. 1901 r. Nazwa wywodzi się od kształtu turni przypominającej ruinę baszty. W 1903 r. ks. Walenty Gadowski poprowadził południowymi stokami szczytu Orlą Perć. Na odcinku pod Orlą Basztą do 2004 r. zdarzyły się 2 wypadki śmiertelne.
Pierwsze wejścia turystyczne:
- latem – Janusz Chmielowski, 26 sierpnia 1902 r. (samotnie, przed liczniejszą grupą[4]),
- zimą – Aleksander Litwinowicz i Mariusz Zaruski, 14 marca 1910 r.[5]

Widok ze szczytu Orlej Baszty jest ciekawy, choć nieco ograniczony przez stoki Koziego Wierchu i Buczynowych Turni.

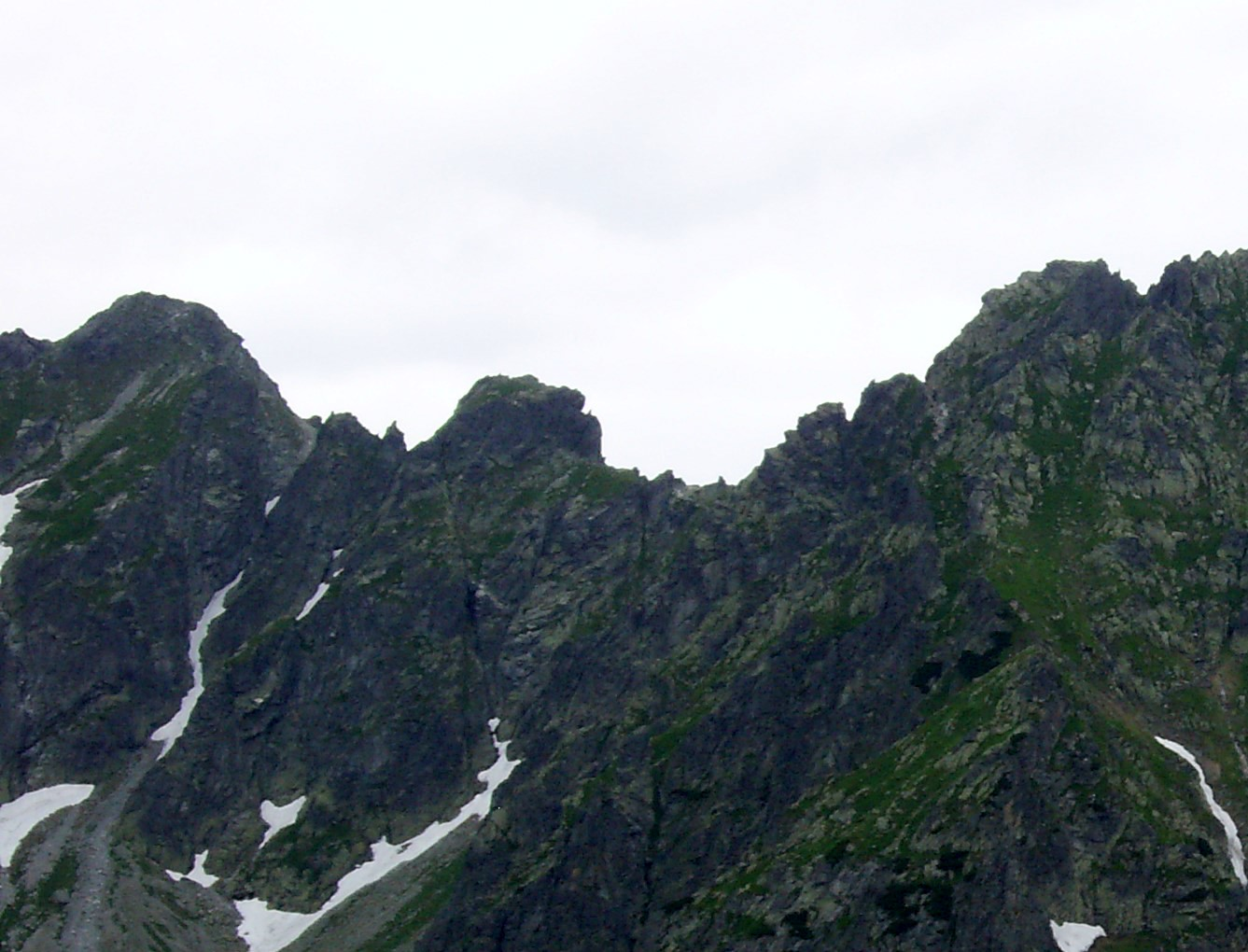
Od lewej: Skrajny Granat, Granacka Przełęcz, Orle Turniczki, Orla Baszta, Pościel Jasińskiego, Buczynowe Czuby, Przełęcz Nowickiego, Wielka Buczynowa Turnia
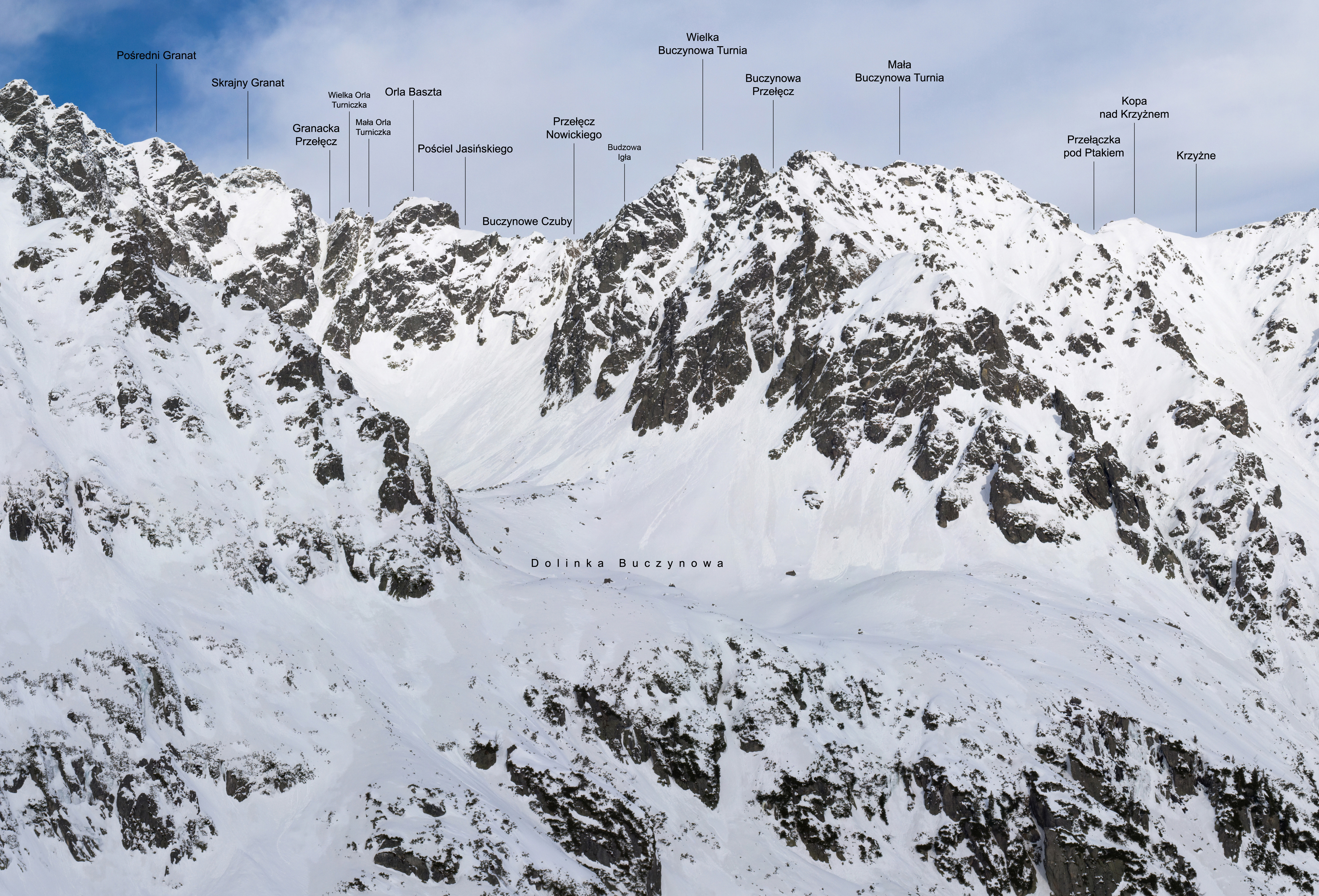
Orla Baszta wśród opisanych obiektów
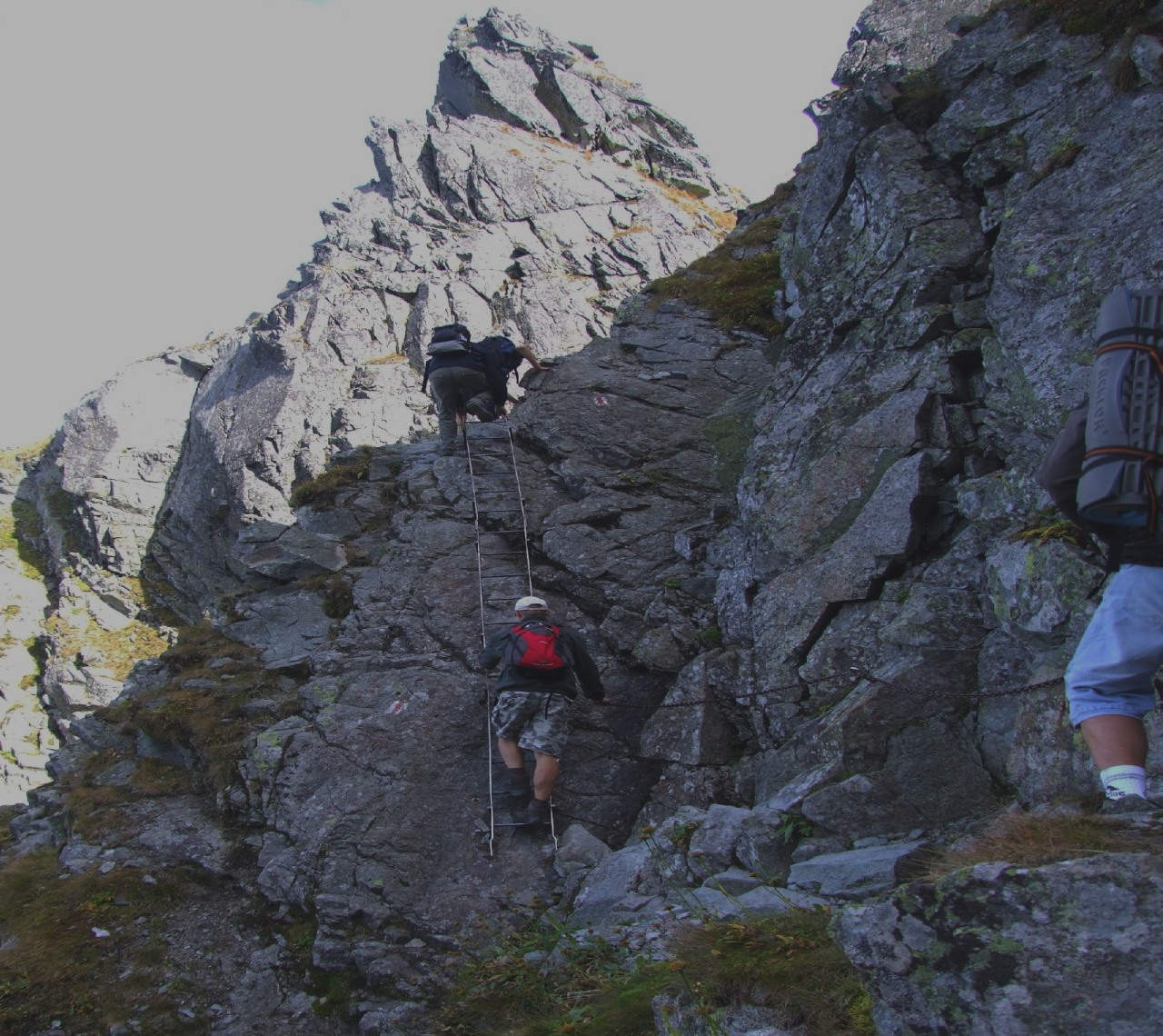
Orla Baszta po lewej stronie
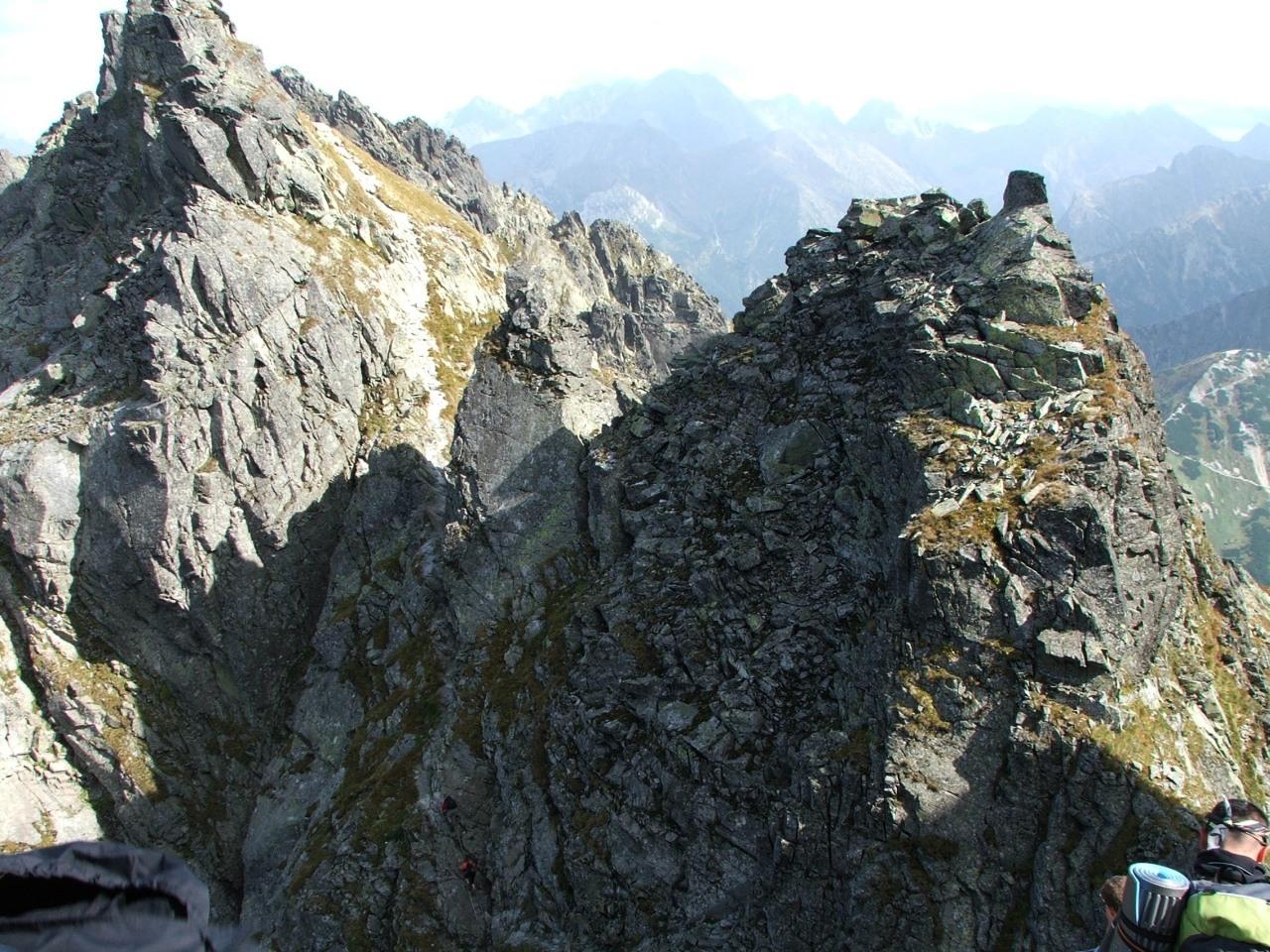
Wielka Orla Turniczka i Orla Baszta (po lewej)

## Szlaki turystyczne
– szlak Orlej Perci prowadzi z Granackiej Przełęczy przez północne ściany Orlich Turniczek, Orlą Przełączką Niżnią i podchodzi pod wierzchołek Orlej Baszty, omijając go od południa, dalej schodzi w dół na Pościel Jasińskiego (bardzo trudny, częściowo przewieszony komin). Orla Perć należy w tym rejonie do najtrudniejszych technicznie szlaków turystycznych (podobnie jak wejście na Kozi Wierch od strony Koziej Przełęczy), wymaga obycia z ekspozycją i dobrego przygotowania turystycznego.

## Taternictwo
Rejon Orlej Baszty dopuszczony jest do uprawiania wspinaczki skalnej, ale tylko od strony Dolinki Buczynowej. Drogi wspinaczkowe:
- Granią z Orlej Przełączki Niżniej; II stopień trudności w skali tatrzańskiej, czas przejścia 10 min,
- Od północnego zachodu; II, kilka min,
- Prawym filarem północnej ściany: VI, 3 godz.,
- Prawą częścią północnej ściany; IV, 2 godz.,
- Lewą częścią północnej ściany; IV+, 2 godz.,
- Lewym skrajem północnej ściany; IV+, 3 godz.,
- Północno-wschodnim żebrem; V+, 4 godz.,
- Wschodnią granią z Pościeli Jasińskiego; III, 30 min,
- Prawą połacią południowej ściany; III, 1 godz. 15 min,
- Południową ścianą; II, 1 1/2 godz.,
- Środkiem południowej ściany; V, 2 1/2 godz.,
- Południowo-zachodnią grzędą; II, 1 1/2 godz.[2]